# 華麗鈍鰕虎魚
華麗鈍鰕虎魚（学名：Amblygobius decussatus）為輻鰭魚綱鰕虎鱼目鰕虎魚科鈍鰕虎魚屬的其中一種，分布於中西太平洋區，包括日本、菲律賓、越南、印尼、澳洲、可可群島、新喀里多尼亞、馬紹爾群島、密克羅尼西亞、帛琉及萬那杜等海域，棲息深度3-25公尺，體長可達9.5公分，棲息在沙底質的海灣或潟湖，通常成對出現，會掘沙築巢，以小型無脊椎動物及有機物為食，可作為觀賞魚。

## 扩展阅读
維基物種上的相關：華麗鈍鰕虎魚